# ヴワディスワフ・ホロデツキ
ヴワディスワフ・ホロデツキ（Władysław Horodecki、ロシア語: Владислав Владиславович Городецкий、ウクライナ語: Владислав Владиславович Городецький、1863年5月23日（ユリウス暦） - 1930年1月3日）は、ロシア帝国およびポーランド第二共和国で活躍したポーランド人建築家である。キエフの都市開発に大きく貢献し、特にキメラの家、聖ニコラス大聖堂、カラアイム・ケネサ、ウクライナ国立美術館などの建築で知られている。ホロデツキの作品はアール・ヌーヴォーやムーア・リヴァイヴァル建築のスタイルを特徴とし、キエフのランドマークとして現在も高く評価されている。

## 生涯と経歴

コルニツ家の紋章

### ロシア帝国
ホロデツキは、現在のウクライナ、ヴィーンヌィツャ州ネミリフ地区のショウドキ村（当時はロシア帝国のポドーリエ県）で、ポーランドの貴族（シュラフタ）の家系に生まれ、コルニツ家の紋章を継いだ。祖先はポドーリャ地方の大土地所有者であった。オデッサの実科学校で学び、1890年にサンクトペテルブルクの帝国美術アカデミーを卒業した。その後、キエフに移り、約30年間にわたり同地で建築家として活動。キエフでは、ミラノ出身の彫刻家エミリオ・サラと協力し、キエフ市立大学の講師も務めた。ホロデツキの代表作であるキメラの家は、動物や神話上のモチーフを多用した装飾で知られ、アール・ヌーヴォーの傑作とされている。

### ポーランド
1920年のポーランド・ソビエト戦争後、ポーランドが独立を回復し、キエフを含むロシアがボルシェビズムの支配下に置かれると、ホロデツキはワルシャワに移住。ポーランドでは、アメリカの設計事務所「ヘンリー・ウラン商会」を率い、ピョートルクフ・トリブナルスキの給水塔や市場、ルブリンの食肉加工工場、ズギェシュの浴場、オトウォツクのカジノなどの設計を手掛けた。これらの作品は、ポーランドの近代建築に貢献した。

### ペルシア

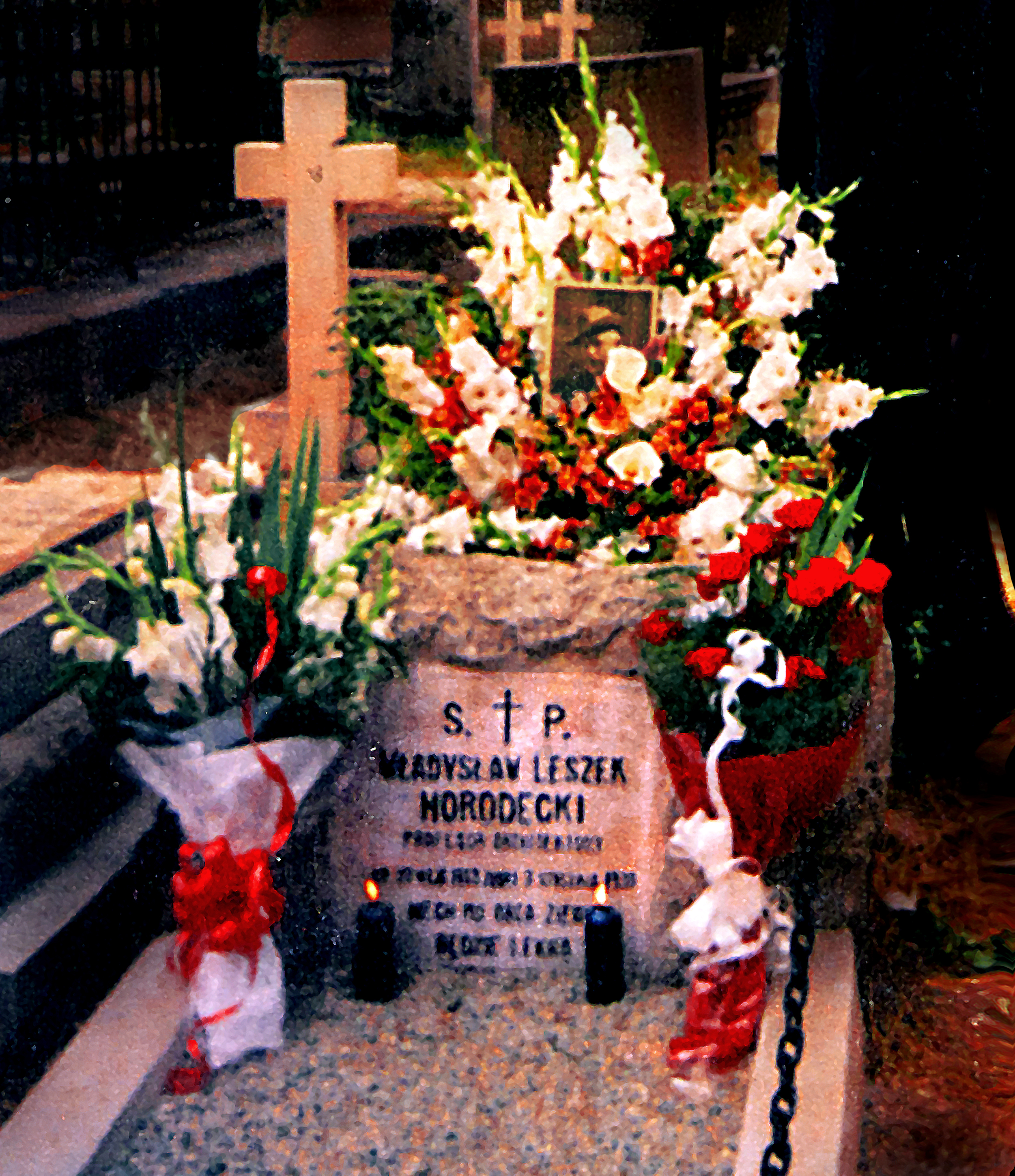
ドゥーラブ墓地にあるホロデツキの墓

1928年、ホロデツキはペルシア鉄道設計シンジケートの主任建築家として招聘され、テヘランに移住。テヘラン駅の設計を手掛けた。この駅は、ホロデツキの晩年における代表作の一つであり、ペルシアの近代化に寄与した。1930年にテヘランで死去し、ドゥーラブ墓地のキリスト教区画に埋葬された。墓碑にはポーランド語で「建築学教授。異国の地が彼に軽やかであるように」と刻まれている。

## 記念
ホロデツキが設計に関与したキエフの通り（マイダン・ネザレジノスティとキメラの家の間）は、1996年に彼の名を冠して「建築家ホロデツキ通り（вул. Архітектора Городецького）」と命名された。この通りはかつて「ニコラエフスカヤ通り」や、ソビエト時代には「カール・マルクス通り」と呼ばれていた。
2004年、キエフのフレシチャーティク通り15番地にホロデツキの記念像が建立された。2011年には、故郷ショウドキ近くのネミリフに白大理石製のホロデツキの胸像が設置され、生没年が刻まれた。
2013年、ホロデツキの生誕150周年を記念して、ウクライナで5フリヴニャの記念コインが発行された。このコインは、ホロデツキの建築業績を称えるものとして、ウクライナの文化遺産の一部となっている。

## 作品
ホロデツキの作品は、キエフの都市景観を形成し、観光名所として広く知られている。以下は代表的な建築物である：

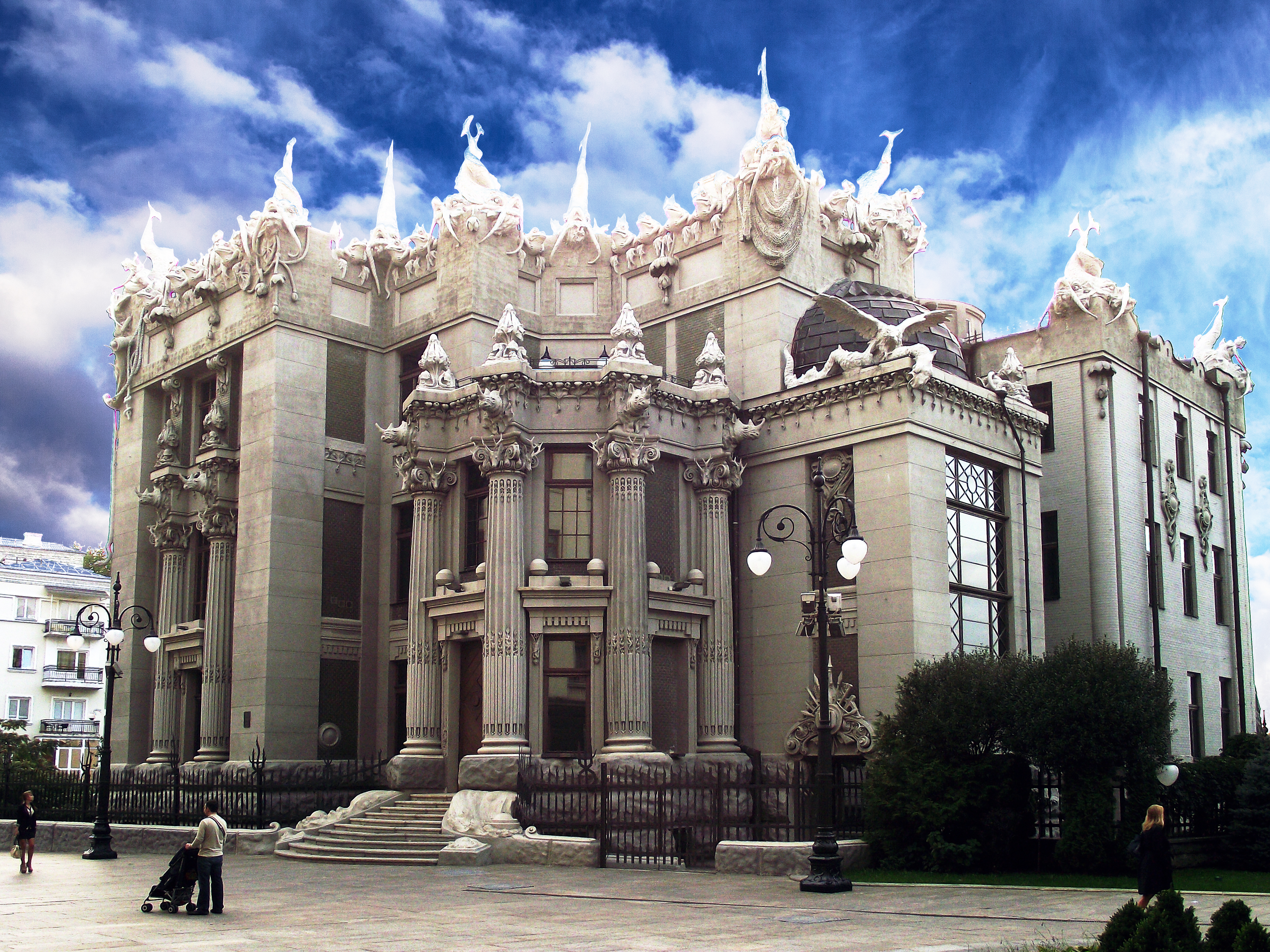
キメラの家
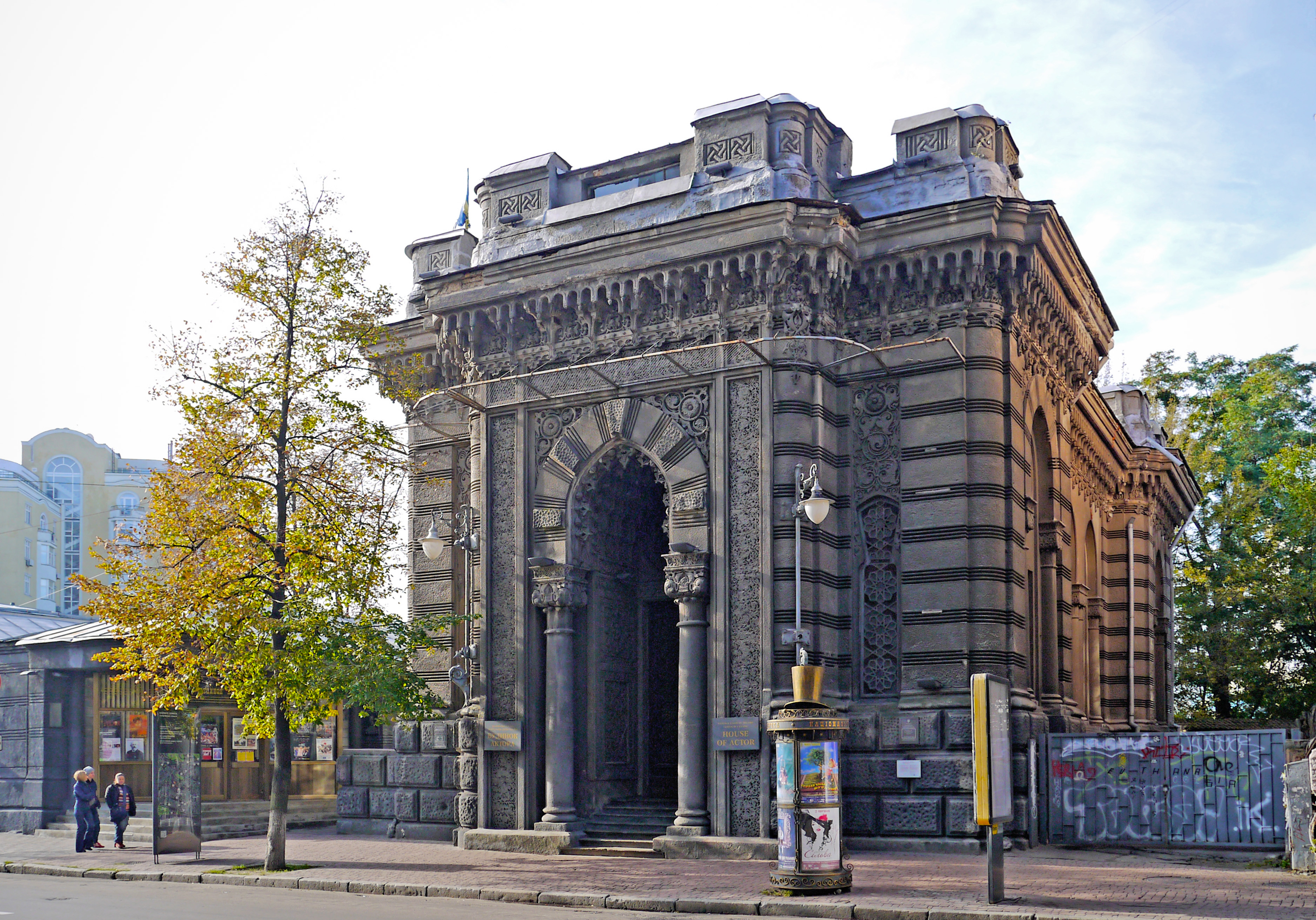
カラアイム・ケネサ
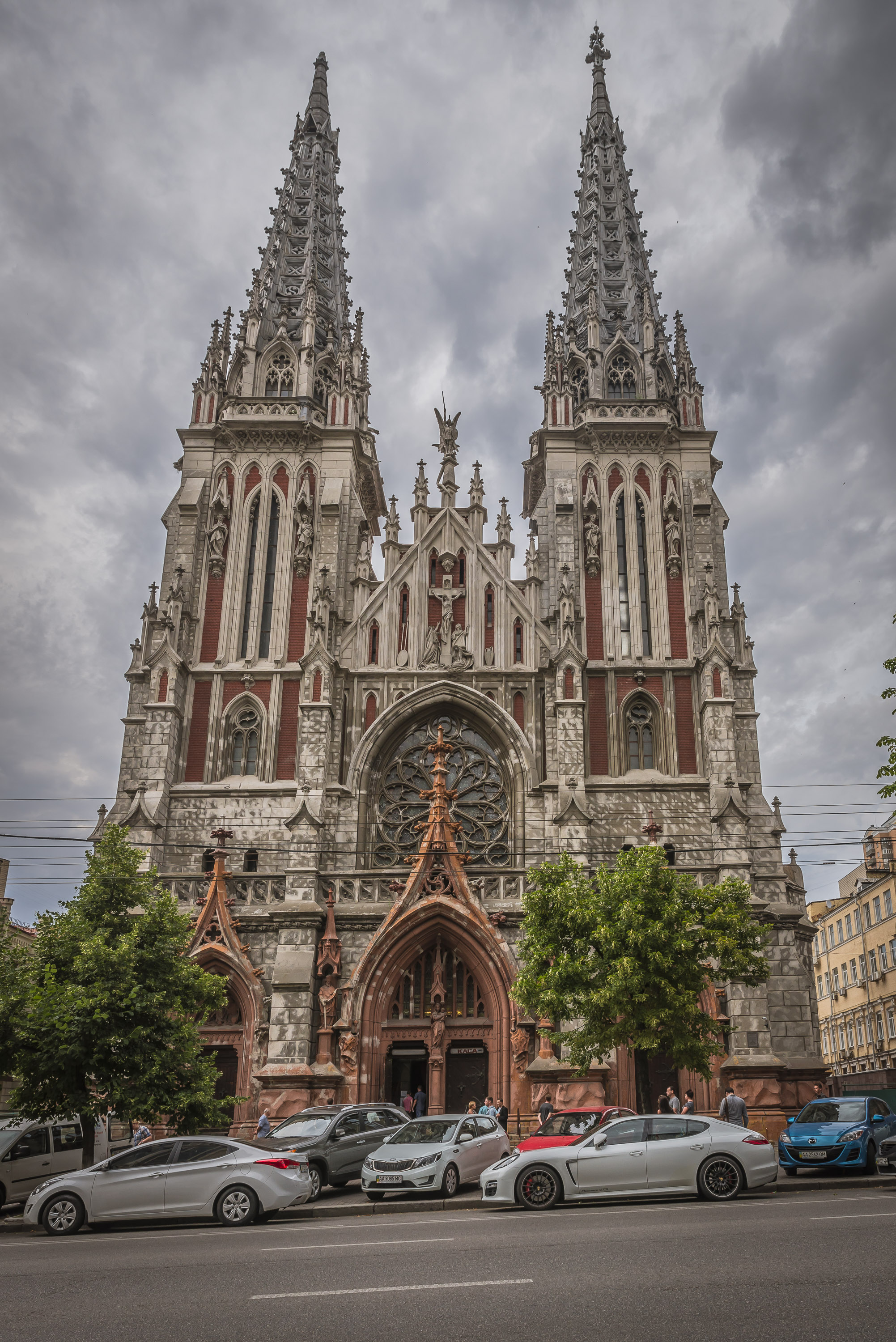
聖ニコラス・ローマ・カトリック大聖堂 (キエフ)
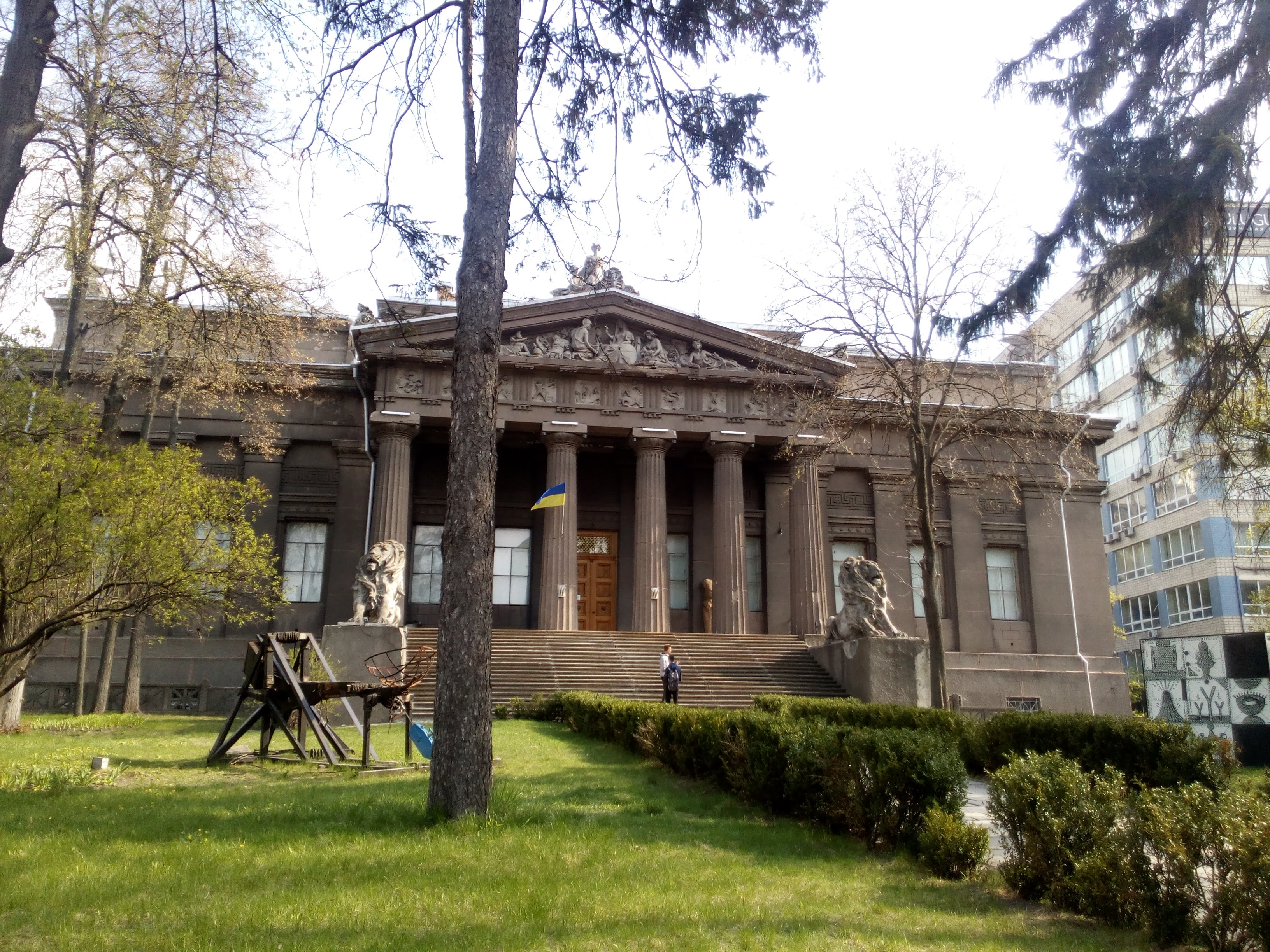
ウクライナ国立美術館
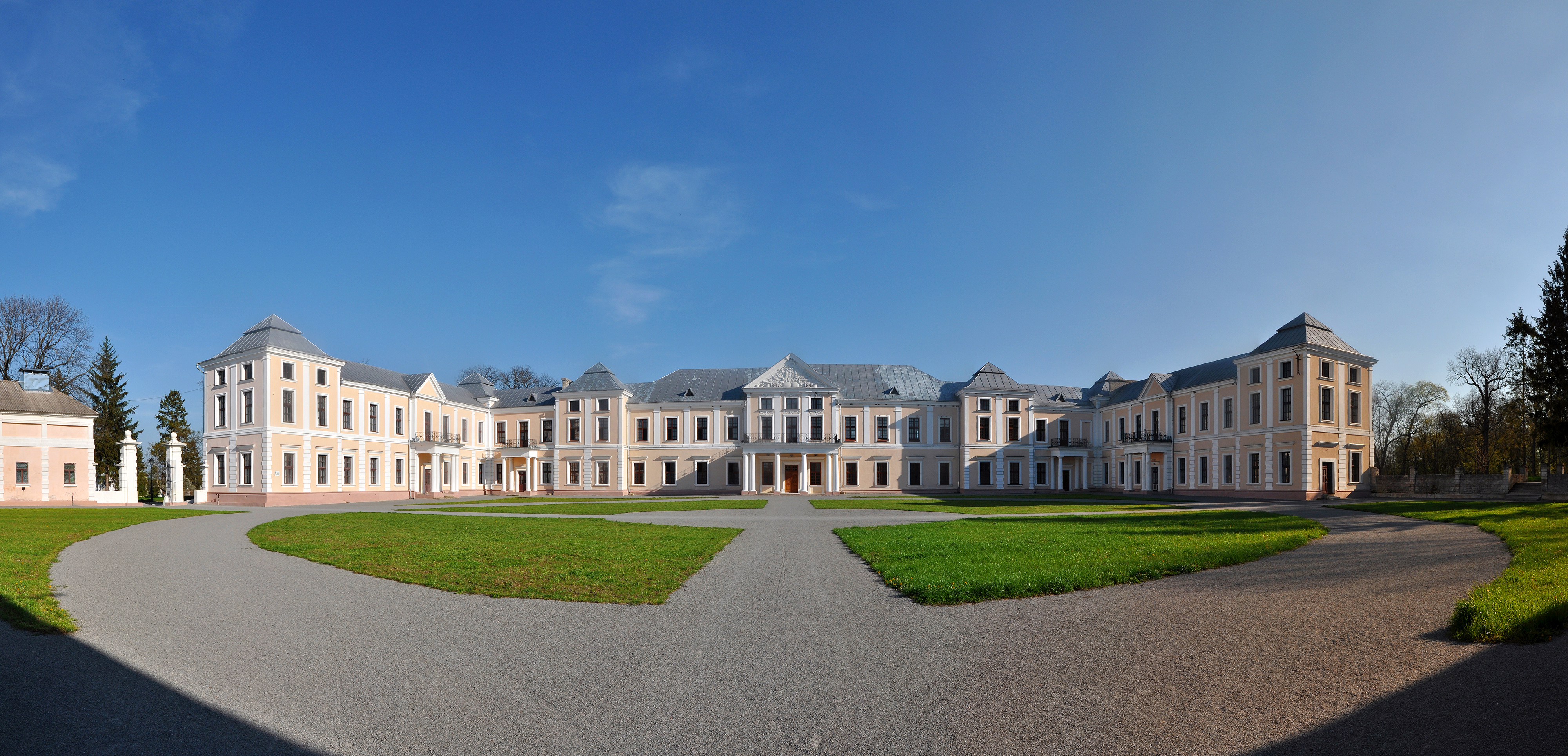
ヴィシュニヴェツ宮殿（ホロデツキによる再建）
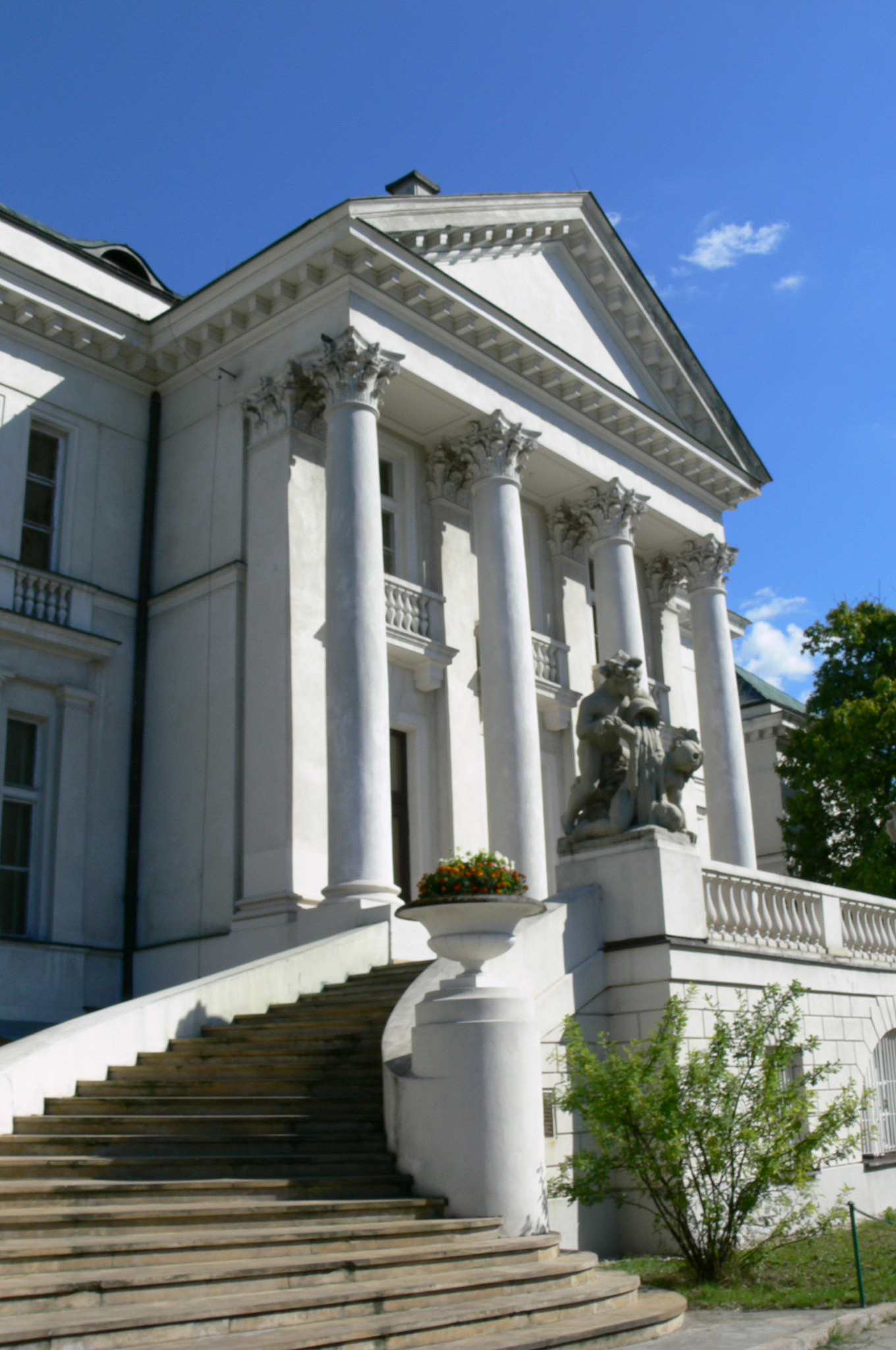
オトウォツクのカジノ
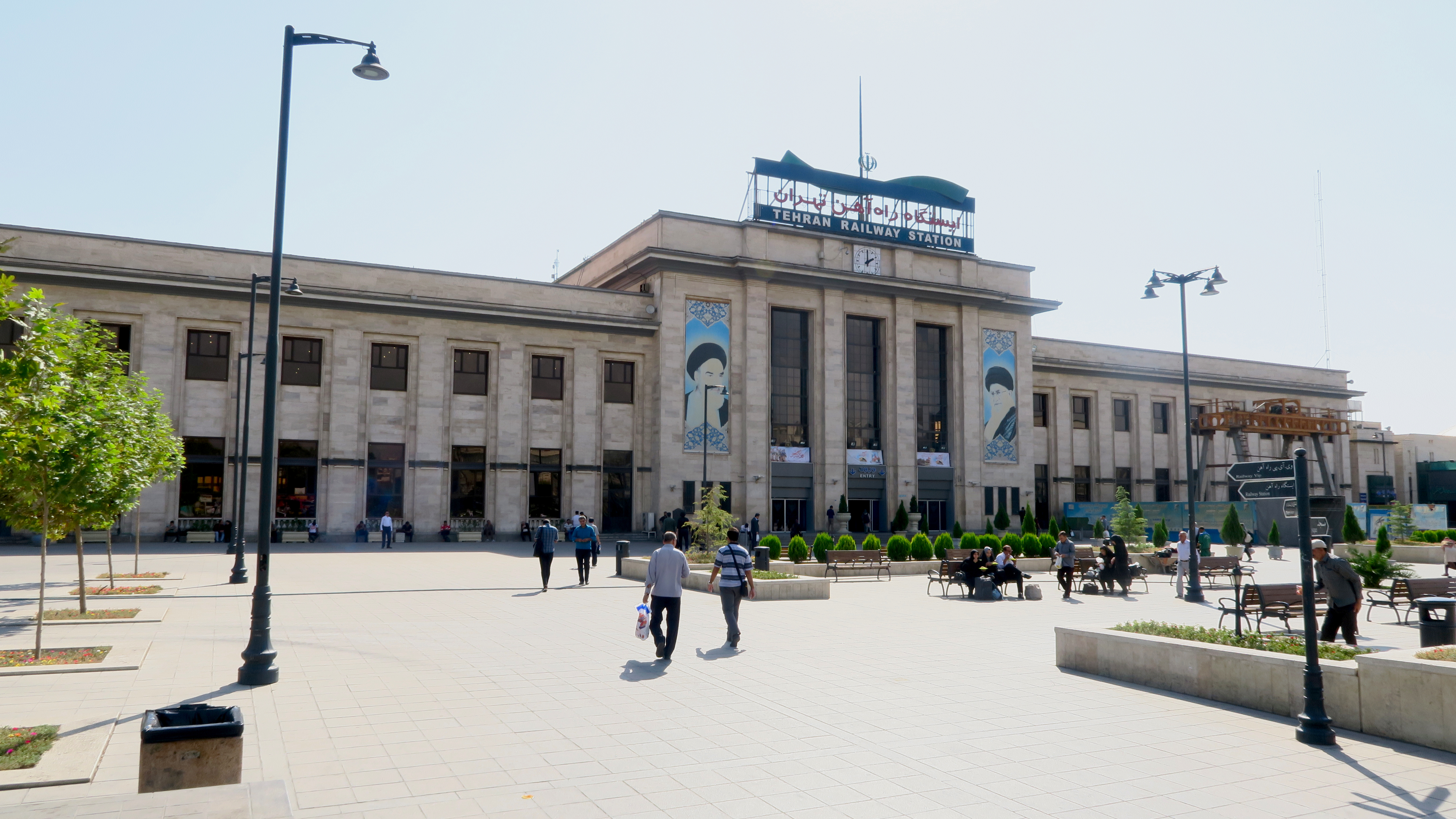
テヘラン駅